# Academia de Titãs
Class of Titans (no Brasil, Academia de Titãs e em Portugal, Classe de Titãs) é um desenho animado estadunidense-canadense criado por Chris Bartleman, baseado na mitologia grega. A série se estreou ás 7:30 da manhã em 15 de maio de 2006 em Discovery Channel's Discovery Kids nos Estados Unidos. No Brasil estreou na extinta canal Jetix (atual, Disney XD). Em Portugal estreou no Canal Panda e no Panda Biggs na versão legendada.

## Academia de Titãs
Este desenho conta a história de Cronos. No início do ano novo, o tempo parou por um segundo e Cronos fugiu de sua prisão.Agora,nos tempos modernos,a única esperança do mundo é um grupo de sete heróis que podem deter os planos de Cronos.
Estes sete heróis são descendentes de heróis gregos.

## Personagens principais
Jay, o líder. Descendente de Jasão,ele foi o primeiro a aparecer no desenho.Por ter uma mãe grega,Jay sabe sobre mitologia o que acaba ajudando os heróis.Ele é sério mas, aparentemente, mostra ter um carinho especial por Theresa.
A arma que ele usa é uma lâmina gravitacional.
Atlanta, a caçadora. Descendente de Ártemis,foi a segunda personagem a aparecer no desenho.Ela é canadense e faz parte da Green Alliance. Atlanta, na maior parte da vezes, gosta de competir com Archie para saber quem é o melhor. No início não percebe-se(será que não?)mas, nos episódios avançados, Atlanta mostra amar Archie apesar de parecer tentar esconder isso. A arma que ela maneja são bolas de aço. Possui uma cicatriz no braço esquerdo devido a um acidente com um puma.
Harry, o forte. Descendente de Hércules, foi o terceiro personagem a aparecer no desenho. Harry é nascido no campo, seu pai trabalha com caminhões gigantes para uma empresa de mineração. Harry possui uma grande força e um grande apetite. Ele não precisa de armas já que possui muita força.
Archie, o guerreiro. Descendente do famoso herói Aquiles. O quarto personagem a aparecer no desenho. Gosta de poesia clássica e domina a maioria das artes marciais. Archie é super ágil, quase tão rápido quanto Atlanta, e maneja  "um chicote de Hefestos".
Archie compete com Atlanta para ver quem é melhor. Archie ama Atlanta mas não tem coragem de dizer os seus sentimentos. Tem um medo irracional de água e não pode nadar.Tem uma cicatriz na perna esquerda conseguida em um acidente com lobos cinzentos (descobriu da pior maneira que lobos cinzentos não gostam de cócegas na barriga). Archie possui na perna direita um tipo de proteção de metal dourada. Archie tem o calcanhar direito não muito bom, o que nos remete ao calcanhar de Aquiles que era seu ponto fraco. É, entretanto, imune à doenças.
Odie, o cérebro. Descendente de Odisseu. Apareceu ao mesmo tempo que Theresa. Apesar de não saber lutar, Odie é o mais esperto do grupo. Mesmo sem lutar, Odie ajuda os outros usando estratégias e os aparelhos que inventa.
Theresa, a lutadora. Theresa é descendente de Teseu. A habilidade dela é usar o sexto sentido.Ela maneja um nunchaku. Ela sabe lutar muito bem pois, aos 12 anos, ela era faixa preta de karatê. Apesar de não demonstrar para os meninos todo o tempo, tem um certo sentimento especial com Jay. A única que percebeu isso foi Atlanta que sempre fala isso para ela.
Neil, o bonitão. Descendente de Narciso. Ele foi o último do grupo a aparecer.Apesar de ser medroso, Neil tem muita sorte e uma beleza incrível.

## Personagens secundários
Hera é a deusa do matrimônio e rainha dos deuses. Na mitologia, é muito irritada e vingativa mas, no programa, é uma grande conselheira e muito sábia. É também mãe de Hefesto, Ares, Ilídia e Hebe, na mitologia.É mentora de Jay.
Atena é a deusa da sabedoria e da guerra justa. Cuida dos sete jovens no dormitório e também cozinha! Só que ela terá um duro trabalho com Herry já que é um dos maiores gulosos da Academia. Na mitologia grega, Zeus estava com uma grande dor de cabeça e pediu a Hefesto para cortar a sua cabeça ao meio. Quando fez isto, Atena nasceu já armada com seu escudo e lança. É também a deusa-patrona de Atenas.
Perséfone é a deusa da vegetação e rainha dos mortos na mitologia. Sempre fica na sua sala cheia de folhagens e, quando alguém machuca as suas plantas, fica uma fera. De acordo com a sua lenda, Perséfone foi raptada ainda criança por Hades para ela poder virar a sua rainha. A sua mãe, Deméter (deusa da colheita), ficou procurando a sua filha desesperadamente por todos os lugares. Zeus, então, fez um acordo com Hades: Perséfone ficaria seis meses com a mãe e os outros seis meses com ele. É mentora de Theresa.
Ares é o deus da guerra e mentor de Archie. Na mitologia grega, Ares era um deus muito violento, sendo o mais odiado do Monte Olimpo. Tinha como amante Afrodite, deusa do amor e da beleza. Neste relacionamento, tiveram um filho, Eros (ou Cupido), o deus que levava o amor aos mortais. Era também o deus-patrono de Esparta.
Hermes é o deus mensageiro e mentor de Odie.
Hércules é filho de Zeus,tem uma força extraordinária e é mentor de seu descendente Herry.Foi encarregado de realizar doze trabalhos e Harry, numa viagem do tempo os cumpriu três deles.
Artemis é deusa da caça e da lua e mentora de sua descendente Atlanta.É irmã gêmea de Apolo,deus das artes e do sol.
Afrodite é deusa da beleza e do amor e mentora de Neil.

## Episódios
Lista de todos os episódios. Por enquanto só os títulos dos episódios.
1. Chaos 102
2. Chaos 103
3. Man's Worst Enemy
4. The Nature of Things
5. Trojan Horse
6. The Antikythera Device
7. See You at the Crossroads
8. Sibling Rivalry
9. Mazed and Confused
10. Field of Nightmares
11. Prisoner Campe
12. Little Box of Horrors
13. Make-Up Exam
14. The Odie-sey
15. Get Kraken
16. Eye for an Eye
17. Bows and Eros
18. Road to Hades
19. Many Happy Returns
20. Labour Day
21. They Might be G.I. Ants
22. Cronus' Flying Circus
23. Sybaris Fountain
24. The Last Word
25. Time After Time

## Elenco Original
- David Kaye (I) Cronos
- Kirby Morrow Jay
- Brian Drummond Hérmes
- Christopher Gaze Zeus
- Doron Bell Odie
- French Tickner Poseidon
- Janyse Jaud Medelia
- Kelly Sheridan Theresa
- Meghan Black Atlanta
- Patricia Drake Hera
- Peter Kelamis Vó
- Sam Vincent Archie
- Sarah Edmondson Atlanta
- Sarah Johns Calipso
- Scott McNeil Antaelis
- Tabitha St. Germain Perséfone
- Ted Cole Neil
- Terry Klassen Eros
- Ty Olsson Herry